# Репробація
Репроба́ція (від лат. reprobatio — «відкинення») — в християнській теології акт відцурання Богом будь-кого. Репробація здійснюється у тому випадку, коли індивід відкидає безпосередньо Бога або за Божим передбаченням планує відкинути; це означає, що Бог, через обставини тяжкості людського гріха, виключає таку особу зі спасіння і прирікає її на прокляття. Репробація, яка напередвизначає провину творіння, має характер кальвіністського приречення і відкидається католицтвом як єресь.
Вважається, що коли грішник настільки затятий, що не відчуває докорів сумління за особливо мерзенні вчинки, він починає зазнавати відступництва. Варто зауважити, що тут йдеться не про те, що через злі вчинки відступників Бог не врятує їх, але швидше говорить про те, що Бог фактично назавжди відмовився від Своєї пропозиції спасіння, надавши їм зачерствілу совість, здатну тепер добровільно вчиняти певні гріхи, не властиві людям. Вищезгадана доктрина ґрунтується на багатьох уривках з Писання, таких як: Римлян 1:20-28, Приповістей 1:23-33, Івана 12:37-41 і Євреїв 6:4-8.